# Scaphander otagoensis
Scaphander otagoensis is een slakkensoort uit de familie van de Scaphandridae. De wetenschappelijke naam van de soort is voor het eerst geldig gepubliceerd in 1956 door Dell.